# Slogans (chanson)

Slogans est une chanson remixée de Bob Marley, éditée vingt-quatre ans après sa mort. Elle est sortie en single en 2005 et figure sur la compilation Africa Unite: The Singles Collection.
La chanson, intitulée à l'origine Can't Take Your Slogans No More, apparaît sur une cassette enregistrée en 1980, avec la voix de Bob Marley accompagnée d'une simple boîte à rythmes. Des instruments ont été ajoutés pour la sortie officielle du morceau afin d'obtenir un résultat abouti, dont la guitare d'Eric Clapton.
Le résultat est considéré comme fidèle à la musique de Bob Marley, contrairement aux remixes modernes d’Iron Lion Zion (1992) ou d’I Know A Place (2001), par exemple. Les accords de la chanson ressemblent à ceux de No Woman No Cry, à tel point que l'on peut se demander si cela n'a pas été fait dans le but de capitaliser sur le succès de ce célèbre titre.